# Église Saint-Furcy de Lagny-sur-Marne
Pour les articles homonymes, voir Église Saint-Fursy.
L'église Saint-Furcy (ou saint Fursy) est une ancienne église catholique située à Lagny-sur-Marne, dans le département de Seine-et-Marne, en France.

## Situation et accès
L'église se situe dans le quartier du Cœur de ville, à Lagny-sur-Marne, dans le département de Seine-et-Marne. Sa façade principale se situe sur la rue du Temple, perpendiculaire à la rue Saint-Furcy qui longe la façade sud-sud-est. L'entrée actuelle de la brasserie se situe sur la place de la Fontaine, depuis laquelle l'édifice est aussi visible.

## Historique
Fondateur de l'abbaye bénédictine Saint-Pierre de Lagny-sur-Marne, Fursy de Péronne devint le patron de l'église paroissiale. L'église fut plusieurs fois reconstruite, notamment à partir du XIIIe siècle sur les vestiges d'un bâtiment plus ancien.
Fermée au culte pendant la Révolution, son chœur et son clocher ont été démolis. Les restes de l'édifice visibles uniquement de l'extérieur ont été classés au titre des monuments historiques en 1982.

## Caractéristiques
Il ne subsiste de cette église construite en pierre que la façade (XVIe siècle) et trois travées de nef.